# IJsland op de Olympische Zomerspelen 1948
IJsland nam deel aan de Olympische Zomerspelen 1948 in Londen, Engeland. Ook de derde deelname van IJsland eindigde zonder medailles.

## Deelnemers en resultaten

### Atletiek
| Olympiër                                                                   | Discipline               | Resultaat   | Prestatie                                             |
| -------------------------------------------------------------------------- | ------------------------ | ----------- | ----------------------------------------------------- |
| Finnbjörn Þorvaldsson                                                      | 100m (m)                 | series      | serie 4: 5de                                          |
| Haukur Clausen                                                             | 100m (m)                 | kwartfinale | serie 6: 2de in 11,0 kwartfinale 2: 6de               |
| Örn Clausen                                                                | 100m (m)                 | series      | serie 9: 4de                                          |
| Haukur Clausen                                                             | 200m (m)                 | series      | serie 1: 3de in 22,2                                  |
| Reynir Sigurðsson                                                          | 400m (m)                 | 42e         | serie 12: 3de in 51,4                                 |
| Óskar Jónsson                                                              | 800m (m)                 | 25e         | serie 3: 4de in 1.55,4                                |
| Óskar Jónsson                                                              | 1500m (m)                | series      | serie 3: 6de in 4.03,2                                |
| Ásmundur Bjarnason Haukur Clausen Trausti Eyjólfsson Finnbjörn Þorvaldsson | 4x100m (m)               | 11e         | serie 3: 4de in 42,9                                  |
| Finnbjörn Þorvaldsson                                                      | verspringen (m)          | 14e         | kwalificatie groep B: 7de met 6,86m                   |
| Stefán Sörensson                                                           | hink-stap-springen (m)   | DNS         | kwalificatie groep B: niet gestart                    |
| Torfi Bryngeirsson                                                         | polsstokhoogspringen (m) | 14e         | kwalificatie: 14de met 3,80m                          |
| Sigfús Sigurðsson                                                          | kogelstoten (m)          | 12e         | kwalificatie: 11de met 14,48m finale: 12de met 13,66m |
| Vilhjálmur Vilmundarson                                                    | kogelstoten (m)          | 17e         | kwalificatie: 17de met 13,99m                         |
| Jóel Sigurðsson                                                            | speerwerpen (m)          | 17e         | kwalificatie: 17de met 55,69m                         |
| Örn Clausen                                                                | tienkamp (m)             | 12e         | 6444 punten                                           |

### Zwemmen
| Olympiër             | Discipline          | Resultaat | Prestatie                                            |
| -------------------- | ------------------- | --------- | ---------------------------------------------------- |
| Ari Guðmundsson      | 100m vrije slag (m) | 22e       | serie 6: 5de in 1.01,6                               |
| Ari Guðmundsson      | 400m vrije slag (m) | 29e       | serie 6: 5de in 5.16,2                               |
| Guðmundur Ingólfsson | 100m rugslag (m)    | 36e       | serie 5: 5de in 1.19,4                               |
| Sigurður T. Jónsson  | 200m schoolslag (m) | 14e       | serie 5: 4de in 2.50,6 halve finale 1: 7de in 2.52,4 |
| Sigurður Jónsson     | 200m schoolslag (m) | 20e       | serie 2: 4de in 2.56,4                               |
| Atli Steinarsson     | 200m schoolslag (m) | 29e       | serie 3: 6de in 3.02,3                               |
|                      |                     |           |                                                      |
| Kolbrún Ólafsdóttir  | 100m rugslag (v)    | 21e       | serie 1: 5de in 1.25,6                               |
| Anna Ólafsdóttir     | 200m schoolslag (v) | 18e       | serie 1: 8ste in 3.19,9                              |
| Þórdís Árnadóttir    | 200m schoolslag (v) | 20e       | serie 3: 7de in 3.26,1                               |

Afghanistan · Argentinië · Australië · België · Bermuda · Birma · Brazilië · Brits-Guiana · Canada · Ceylon · Chili · Colombia · Cuba · Denemarken · Egypte · Filipijnen · Finland · Frankrijk · Griekenland · Groot-Brittannië · Hongarije · Ierland · IJsland · India · Irak · Iran · Italië · Jamaica · Joegoslavië · Libanon · Liechtenstein · Luxemburg · Malta · Mexico · Monaco · Nederland · Nieuw-Zeeland · Noorwegen · Oostenrijk · Pakistan · Panama · Peru · Polen · Portugal · Puerto Rico · Republiek China · Singapore · Spanje · Syrië · Trinidad en Tobago · Tsjecho-Slowakije · Turkije · Uruguay · Venezuela · Verenigde Staten · Zuid-Afrika · Zuid-Korea · Zweden · Zwitserland